# ダルコ・マティッチ
ダルコ・マティッチ（Darko Matić、1980年9月26日 - ）は、ボスニア・ヘルツェゴビナ出身のクロアチア人サッカー選手。ポジションはミッドフィールダー。

## 来歴

### クラブ

#### 北京国安
2009年、天津泰達から北京国安へ完全移籍した。2015シーズンをもって退団した。
中国語が堪能。